# Souvenirs Garantis
Souvenirs Garantis était un réseau de radiodiffusion commercial d'expression française appartenant à Cogeco Média et présent dans les villes de Québec, Sherbrooke, Gatineau, Trois-Rivières et Saguenay. Elle représente aussi le bloc de programmation musicale sur CHMP-FM 98,5 à Montréal.

## Historique
Après l'acqusition de CFOM-FM par Corus Québec, la station qui diffuse dans un format de musique rétro depuis 1995 adopte un nouveau logo, ainsi que le slogan Souvenirs Garantis à la rentrée 2005.
Le 28 mars 2009, Corus abandonne le format FM Parlé de quatre stations ayant passé de la bande AM à la bande FM en 2006-2007, soit CHLT-FM à Sherbrooke, CJRC-FM à Gatineau, CHLN-FM à Trois-Rivières et CKRS-FM à Saguenay, et les intègre à l'image corporative Souvenirs Garantis. Il s'agit du deuxième réseau provenant de la ville de Québec après Groupe Radio X. À Montréal, la station FM parlé 98,5 intègre des blocs musicaux Souvenirs Garantis durant la nuit et les fins de semaine dès l'été 2009.
Le 30 avril 2010, Cogeco a annoncé l'achat des stations de Corus Québec pour 80$ millions, transaction qui a été approuvée par le CRTC le 17 décembre 2010. Cogeco a pris le contrôle de Souvenirs Garantis ainsi que des stations de radio de Corus Québec le 1er février 2011. À cette date, les stations CHLT-FM 107,7 (Souvenirs Garantis) et CKOY-FM 104,5 (CKOI) de Sherbrooke échangent d'affiliation et de lettres d'appel.
Entretemps, la station CKRS-FM 98,3 à Saguenay a été vendue au groupe Radio Saguenay le 1er septembre 2010 et change de format musical.
Le 21 février 2011, les stations CJRC-FM Gatineau et CHLN-FM Trois-Rivières passent au réseau CKOI.
La station de Sherbrooke, CJTS-FM, a mis fin à ses activités le 6 décembre 2011 à midi, laissant seul CFOM-FM à Québec sous la bannière Souvenirs Garantis. Entre janvier et février 2012, le 98,5 Montréal abandonne les blocs Souvenirs Garantis, qui deviennent Fan de musique.
Le 13 septembre 2012, CFOM-FM change d'image et de slogan, mettant fin à la marque Souvenirs Garantis.